# Les Riedes-Dessus
Les Riedes-Dessus (Oberriederwald en allemand) est une commune bourgeoise autonome située dans la commune politique de Soyhières, canton du Jura, Suisse. C'est un hameau situé à la frontière cantonale avec Bâle-Campagne.